# Enneapterygius ornatus
Enneapterygius ornatus és una espècie de peix de la família dels tripterígids i de l'ordre dels perciformes.

## Morfologia
- Els mascles poden assolir 2,4 cm de longitud total.[1][2]

## Hàbitat
És un peix marí de clima tropical.

## Distribució geogràfica
Es troba a Pitcairn.